# 충장로
충장로(忠壯路, Chungjang-ro, 광주광역시도 제1호선)는 광주광역시 동구 충장로5가에서 서남동을 잇는 연장 1.66 km, 폭 8 m의 도로이다. 도로 이름은 임진왜란 당시 의병장이었던 김덕령의 시호인 충장(忠壯)에서 유래하였으며, 1946년부터 사용되었다.

## 역사
충장로라고 불리는 도로는 본래 광주 읍성의 네 성문 중 하나인 북문으로 통하는 길이었다. 그래서 우다방사거리에서 북문 터인 충장치안센터 앞까지는 '북문안거리', 그 너머는 '북문밖거리'로 칭했는데, 북문안거리는 지금의 충장로2~3가 일대이며, 북문밖거리는 지금의 충장로4가 이후의 구간이었다. 그 외에 충장로1가 일대는 '남문안거리'가 칭했다.
일제강점기 때는 처음엔 명칭을 북문안거리는 '북문통', 남문안거리는 '남문통'이라고 바꿔서 불렸으며, 지금의 충장로4~5가 일대(북문밖거리)는 수기옥정(須奇屋町)이라 하여 별개의 거리 명칭을 지니고 있었다. 여기서 수기옥정의 명칭은 광주 읍성 북문 밖에 있었던 두개의 면인 '공수'와 '기례'에서 따온 이름이었다. 1930년에 광주 읍성 일대가 광주읍으로 승격될 시기에 북문통과 남문통 일부를 합쳐 '중심지'를 의미하는 본정(本町)이라고 불렸으며, 전남도청, 헌병대본부, 경찰서, 검찰청 등 주요 통치기구가 이 도로 중심으로 포진하였다. 또한 이 시기에 수기옥정은 4,5정목(丁目)이라 하여 본정에 포함되었다. 이는 이후에 충장로 1~5가의 기초가 되었다.
8.15광복 후 개명 작업에 착수해 1946년에 충장로1가부터 3가까지는 관풍동(觀風洞), 4가는 취인동(聚仁洞), 5가는 창선동(暢善洞)으로 명명했다. 그러나 1년 후인 1947년에 명칭을 수정해 본정을 '충장로'로, 정목은 '가'로 수정했다.
이후 광주 학생 항일 운동이 일어난 장소 중 하나이자 5·18 광주 민주화 운동이 일어난 장소이다.

## 거리

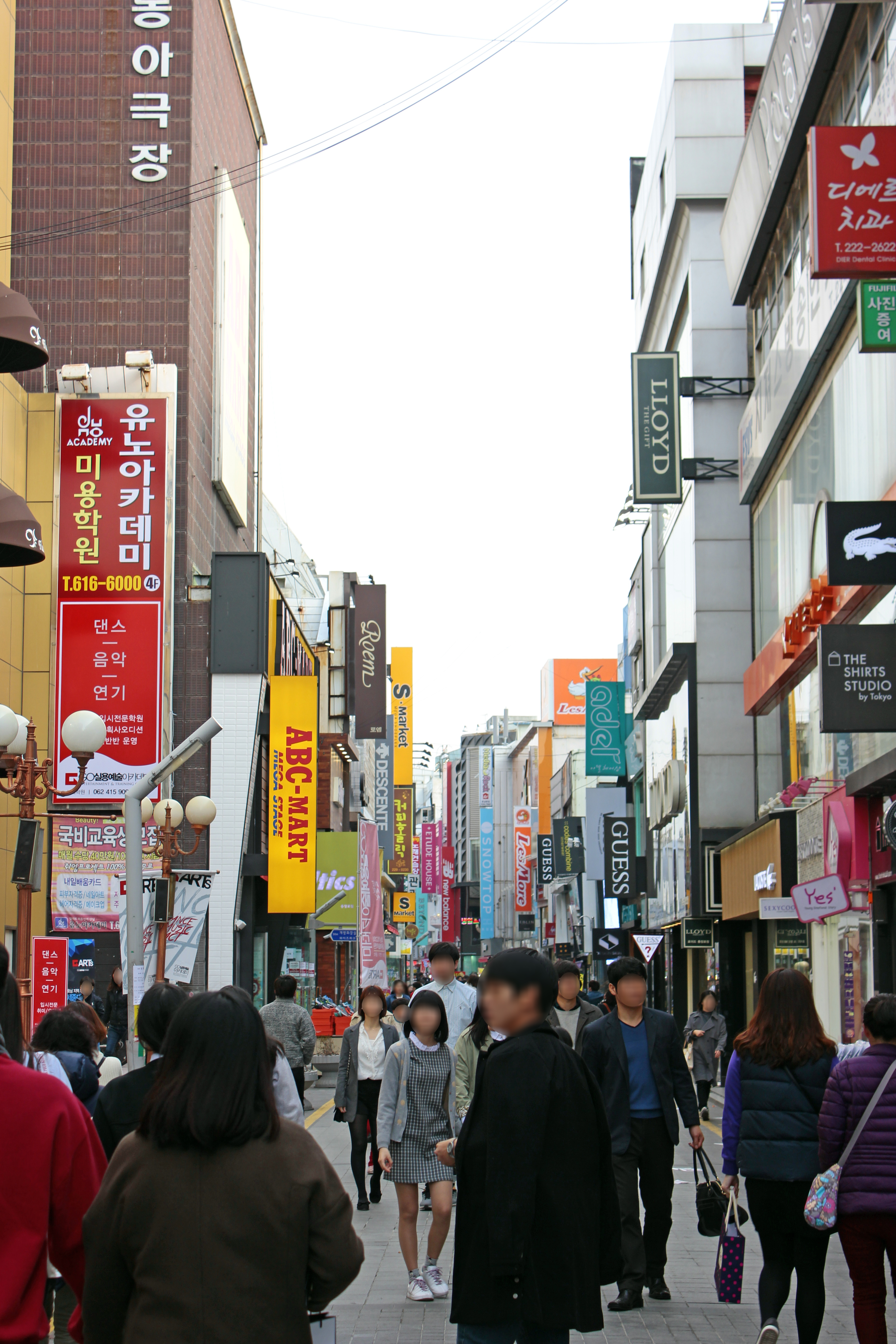
충장로

'광주의 명동거리'라는 별칭이 있을 정도로 광주 지역에서 가장 번화한 곳이다. 충장로1가 ~ 3가 구간은 대형패션몰 및 의류 상가가 많아 젊은이들이 맞이 찾으며, 충장로4가 ~ 5가 구간은 한복을 취급하는 상가들이 주로 입점하고 있다. 충장로가 구성로와 만나는 교차로에는 광주광역시의 도로 기준이 되는 도로원표가 설치되어 있다.

## 차량 통행 제한
충장로는 1996년부터 충장로 1가∼5가에 이르는 895m 구간이 차량통행금지구역으로 지정되어 있어 차량이 이 도로를 이용할 수 없다. 다만 상품운반을 목적으로 하는 2t 미만의 차량에 한해 밤 11시부터 다음날 오전 9시까지 통행이 가능하다. 그러나 이를 무시하고 차량 통행을 강행하는 운전자와 상인들이 있어 지속적인 민원의 원인이 되고 있다.

## 문화
2003년부터 '7080 추억의 충장축제'를 매년 개최하고 있다. 광주광역시의 대표적인 도심 거리축제로, 매년 10월 5일부터 6일까지 열리며 1970년대와 1980년대를 주제로 하여 당시의 추억을 불러일으키는 갖가지 공연·경연·전시·체험프로그램과 부대행사가 펼쳐진다. 또한 축제기간 동안에는 충장로 일대가 1970~80년대의 모습을 재현한 추억의 거리로 조성된다.

## 사회사적 평가
1996년 전남대 강사였던 정호기는 '지배와 저항, 그리고 도시공간의 사회사-충장로 금남로 중심으로'라는 논문을 통해 "일제의 지배기구가 집중된 곳이었기 때문에 당시 청년들에게 광주학생운동을 통해 해방을 위한 반드시 점령해야 할 공간으로 인식될 수 밖에 없다. 이러한 역사성이 작용해 충장로 및 금남로가 민주화운동의 거리로 명성을 쌓을 수 있었다."고 주장했다.

## 사건 및 사고
- 2014년 10월 11일에 한 복권당첨자가 SNS를 통해 돈을 뿌릴 것을 예고한 후 실제로 한 건물 옥상에 올라가 돈을 뿌리는 일이 발생했다. 이 때 돈을 주우려는 사람들이 뒤엉켜 혼잡이 발생하였다.[3]

## 같이 보기
- 금남로
- 5·18 광주 민주화 운동